# Културно дружество „Иван Вазов“
Културното дружество „Иван Вазов“ е организация на албански граждани с българско самосъзнание, регистрирано на 1 март 1999 година; създадено е още в 1992 година. В ръководството влизат Зехрудин Докле (председател) и Надире Бузо (заместник председател). Основната цел на дружеството е събиране и опазване на културните ценности в Гора, Голо бърдо и Мала Преспа и активно сътрудничество между Албания и България.
Организацията има филиал „Преспа“, ръководен от Сотир Митрев (Сотир Митре). Секцията в Преспа съществува още отначало, като първоначално е от шест-седем души, а после броят им се увеличава. Съхранява традициите и обичаите на българите в Албания, организира летни български училища в околните села и във връзка с тази дейност Сотир Митре е награден от българското министерство на образованието с орден „Отец Паисий Хилендарски“.